# ASK Kottingbrunn
Der Arbeitersportklub Kottingbrunn, kurz ASK Kottingbrunn, ist ein niederösterreichischer Sportverein. Er wurde im Jahre 1949 gegründet und ist vor allem für seine Fußballsektion bekannt. Bereits in den Jahren 1920 bis 1928 existierte ein Fußballverein in Kottingbrunn.

## Bekannte Spieler und Trainer
- Walter Schachner (* 1957), österreichischer Fußballnationalspieler
- Gerald Willfurth (* 1962), österreichischer Fußballnationalspieler
- Július Šimon (* 1965), slowakischer Fußballspieler
- Ernst Aigner (* 1966), österreichischer Fußballnationalspieler
- Eric Orie (* 1968), niederländischer Fußballspieler
- Miroslav Baranek (* 1973), tschechischer Fußballnationalspieler
- Roman Stary (* 1973), österreichischer Fußballspieler
- Klaus Dietrich (* 1974), österreichischer Fußballspieler
- Helge Payer (* 1979), österreichischer Fußballnationalspieler
- Mario Mijatović (* 1980), kroatischer Fußballspieler
- Philipp Katzler (* 1981), österreichischer Fußballspieler
- Sascha Pichler (* 1986), österreichischer Fußballspieler
- Thomas Gonda (* 1976), österreichischer Fußballspieler

Weitere Spieler und Trainer sind in der Kategorie:Person (ASK Kottingbrunn) zu finden.

## Erfolge

### Herren
- Meister der Regionalliga Ost (1997, 2001)
- Teilnahme an der Zweiten Division der Bundesliga (1997/98)
- Teilnahme an der Regionalliga Ost (1995/96, 1996/97, 1998/99, 1999/2000, 2000/01, 2001/02, 2002/03, 2003/04, 2004/05, 2005/06)

### Damen
| Saison  | Liga                                     | Rang | Sp | S  | U | N | Tore   | +/- | Pkt. |
| ------- | ---------------------------------------- | ---- | -- | -- | - | - | ------ | --- | ---- |
|         |                                          |      |    |    |   |   |        |     |      |
| 2010/11 | AKNÖ Frauen Gebietsliga Industrieviertel | 1    | 22 | 21 | 0 | 1 | 109:10 | 99  | 63   |
| 2011/12 | AKNÖ Frauen Gebietsliga Industrieviertel | 1    | 18 | 18 | 0 | 0 | 116:6  | 110 | 54   |
| 2012/13 | AKNÖ Frauen Landesliga                   | 2    | 22 | 17 | 2 | 3 | 75:27  | 48  | 53   |
| 2013/14 | AKNÖ Frauen Landesliga                   | 2    | 18 | 13 | 4 | 1 | 64:19  | 45  | 43   |
| 2014/15 | AKNÖ Frauen Landesliga                   | 2    | 22 | 14 | 2 | 6 | 57:37  | 20  | 44   |
| 2015/16 | AKNÖ Frauen Landesliga                   | 1    | 22 | 17 | 4 | 1 | 97:16  | 81  | 55   |
| 2016/17 | Frauen 2. Liga Ost/Süd                   |      |    |    |   |   |        |     |      |

## Frauenmannschaft
Seit einigen Jahren gibt es eine Frauenmannschaft im Meisterschaftsbetrieb, welche in der Saison 2010/11 und in der Saison 2011/12 jeweils den Meistertitel der AKNÖ Frauen Gebietsliga Industrieviertel erspielen konnte. Ab der Saison 2012/13 spielte die Frauenmannschaft in der AKNÖ Frauen Landesliga, der höchsten Frauenliga Niederösterreichs, die österreichweit als dritthöchste Frauenliga angesehen werden kann. In den Spielzeiten 2012/13, 2013/14 und 2014/15 belegten die Frauen drei Jahre in Folge den zweiten Tabellenplatz. Die Spielzeit 2015/16 schloss die Mannschaft, die noch vor Saisonbeginn eine Spielgemeinschaft einging und daraufhin als FSG Eggendorf/Kottingbrunn antrat, souverän auf dem ersten Tabellenplatz ab. Dabei hatte das Team lediglich eines seiner 22 Meisterschaftsspiele verloren und kam auf eine Tordifferenz von 97:16 Treffern. Nach dem Aufstieg in die 2. Liga Ost/Süd, eine von zwei parallel laufenden Staffeln, die beide als zweithöchste Frauenligen Österreichs angesehen werden können, trat die Mannschaft nur mehr als FSG Eggendorf in Erscheinung. Im Januar 2020 wurde die Auflösung der Frauenmannschaft bekannt gegeben.

### Stadion

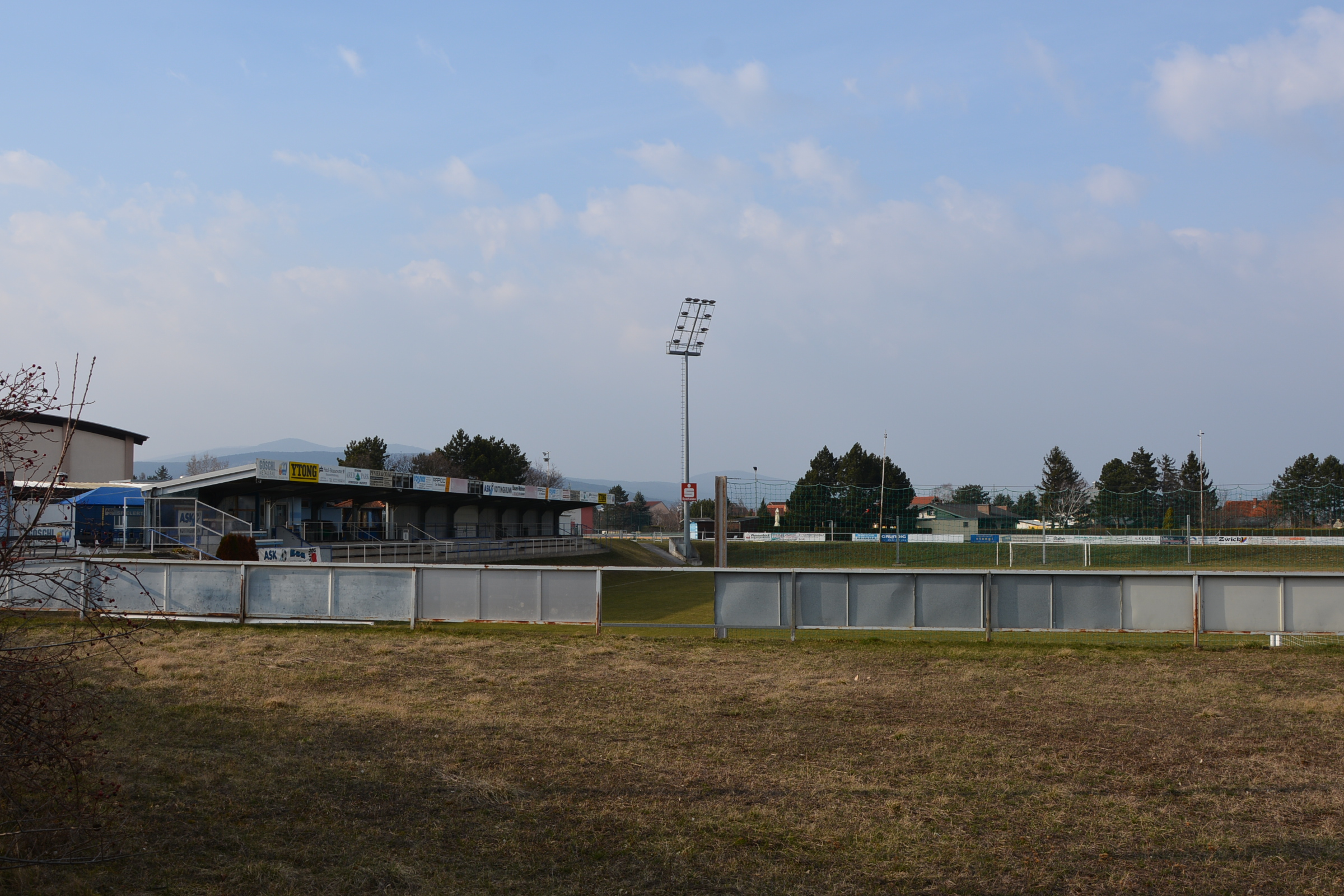
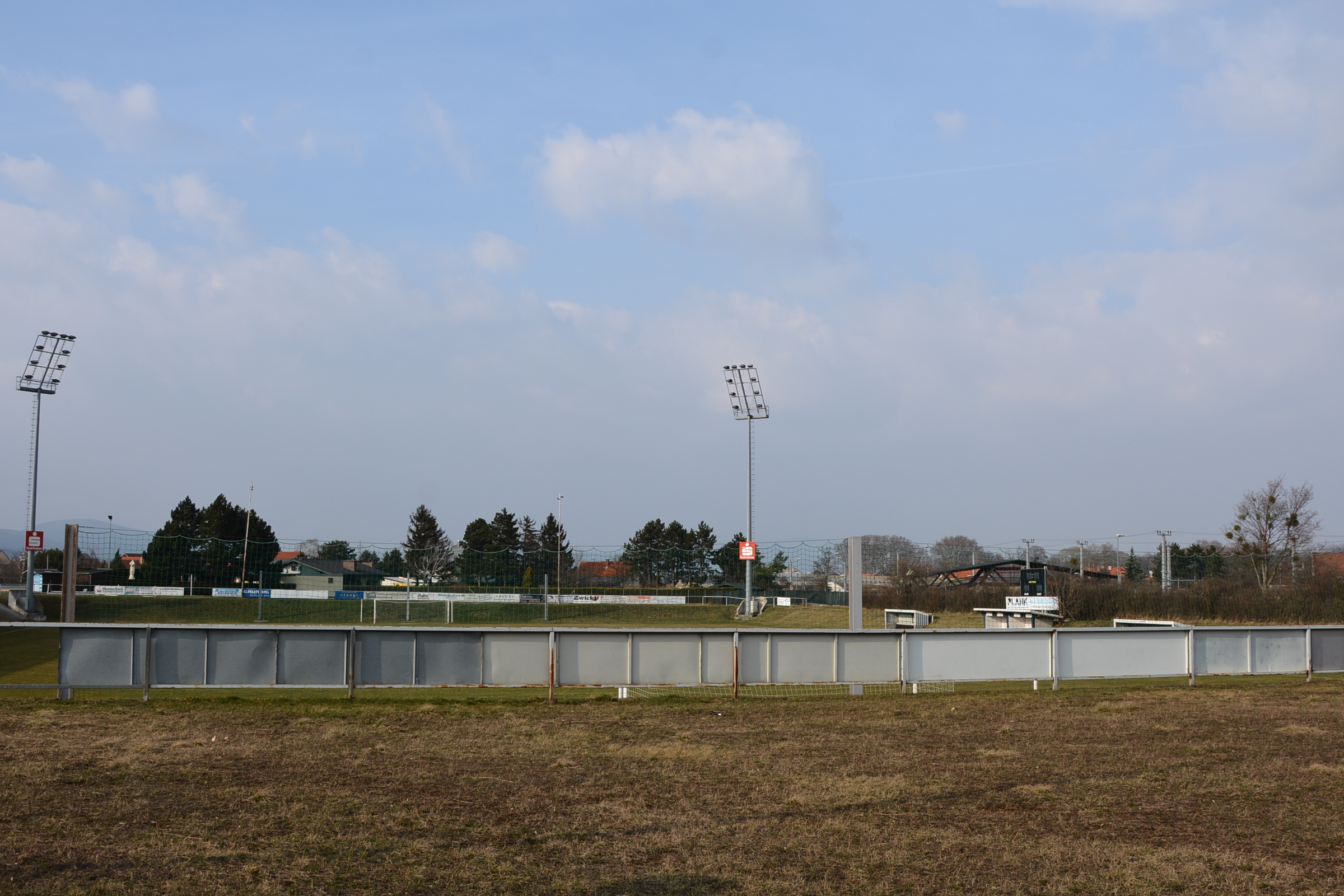
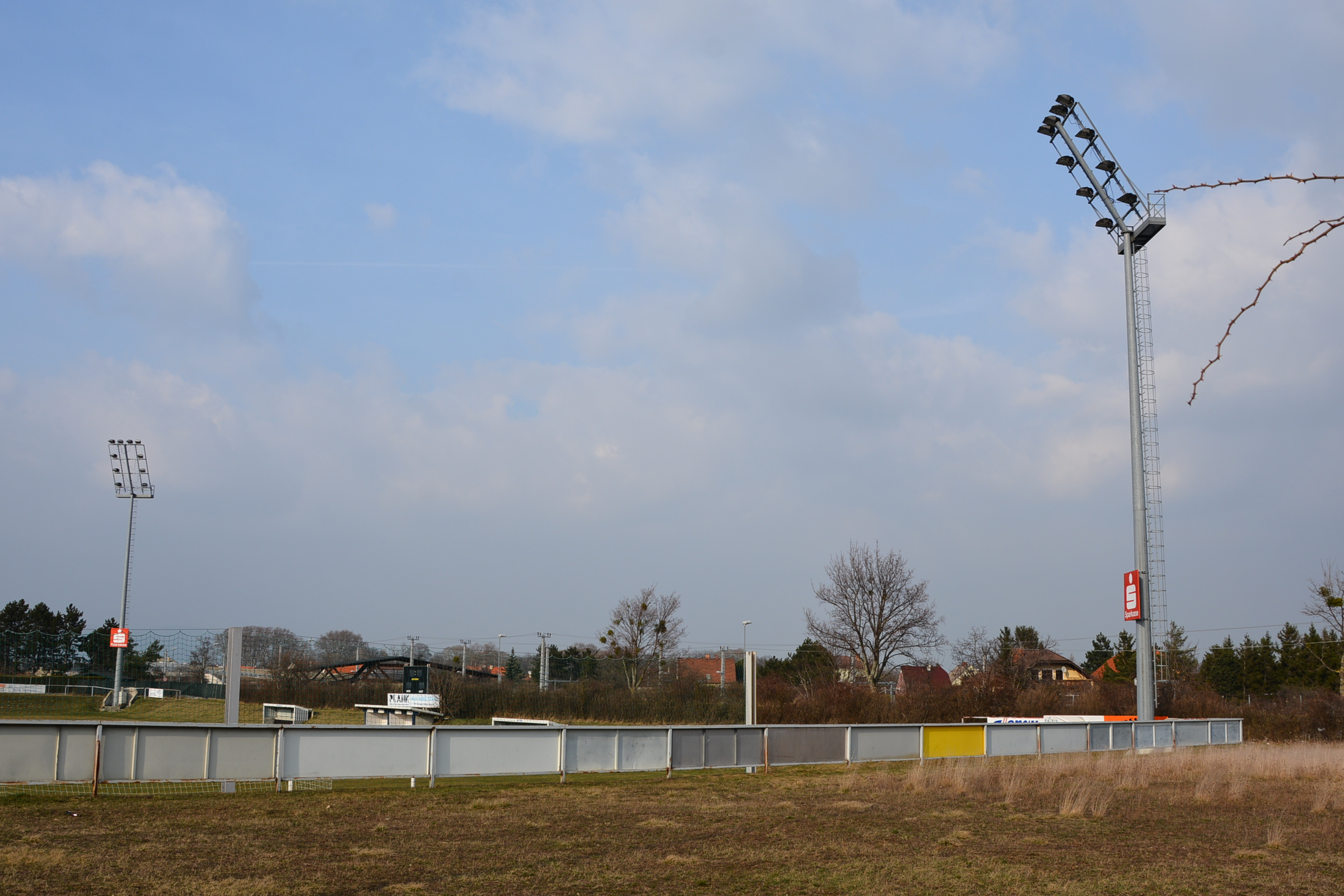
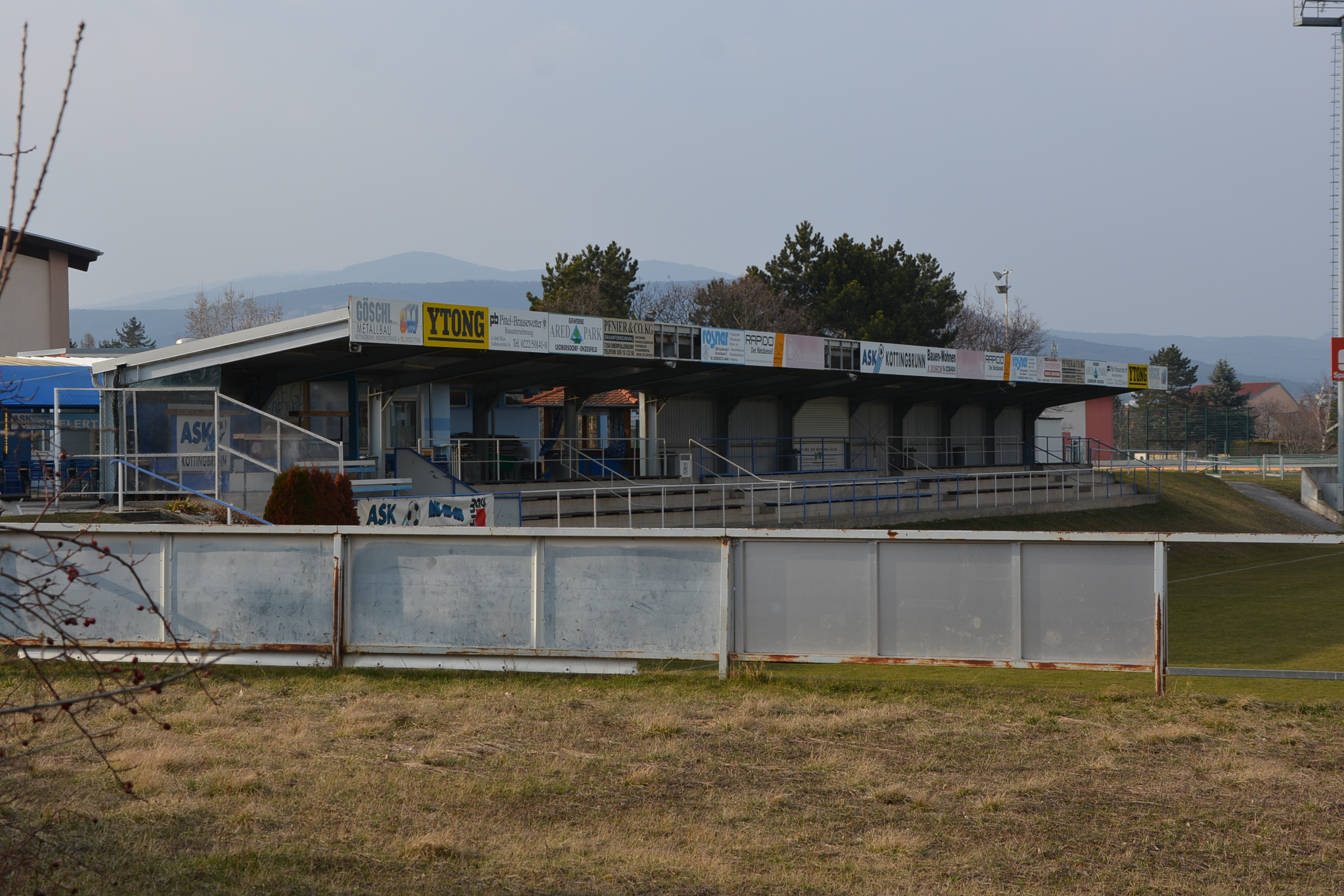
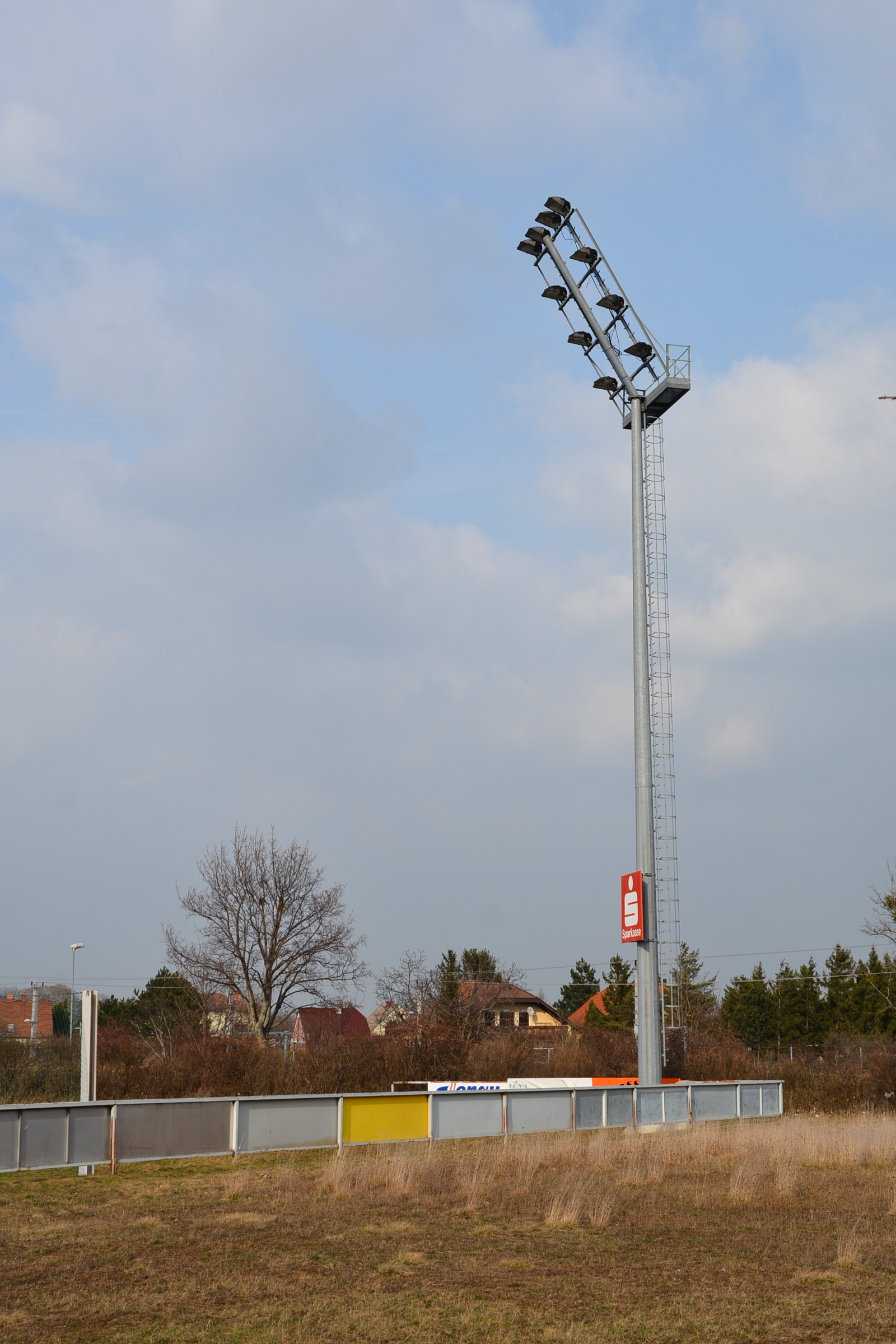
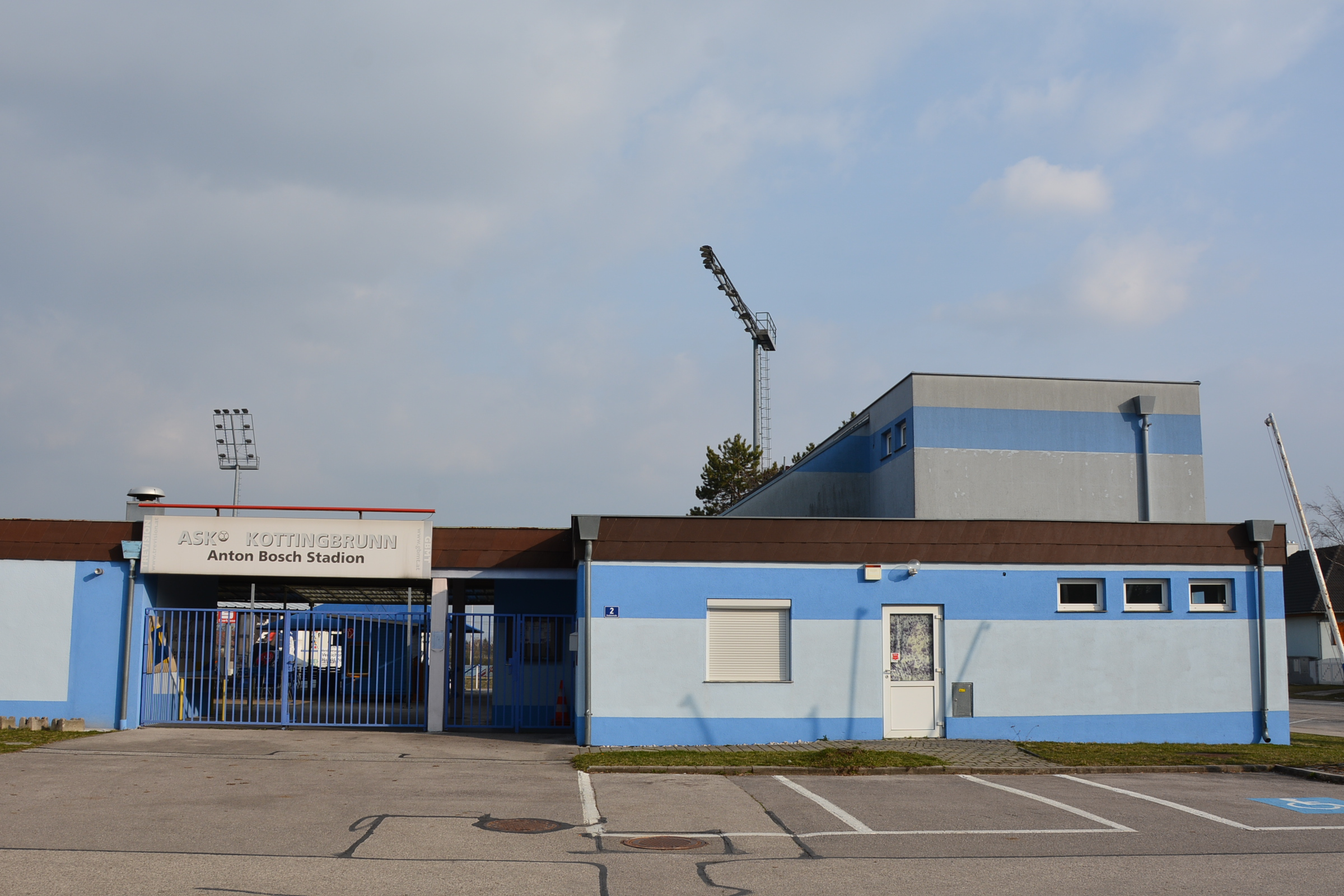
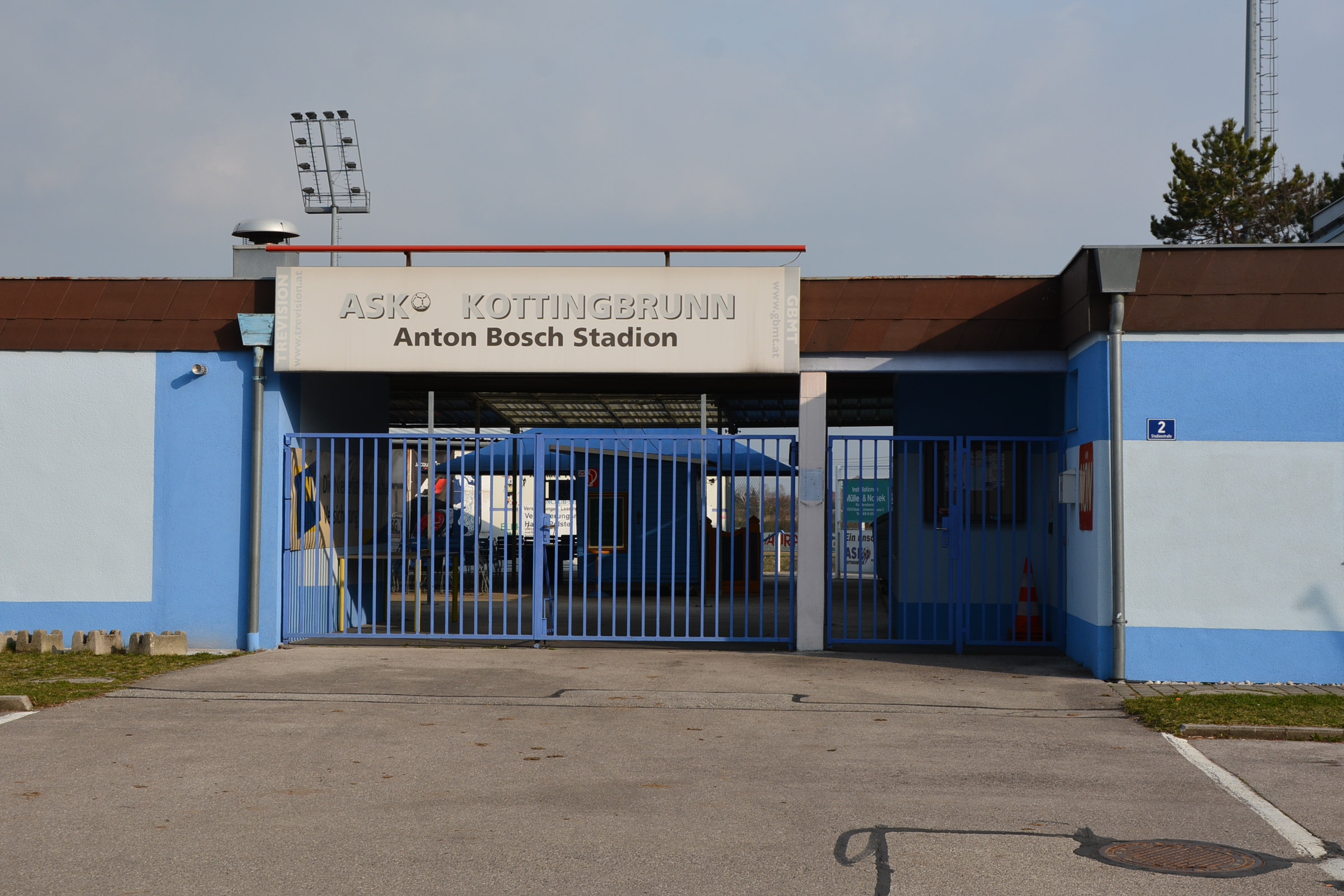
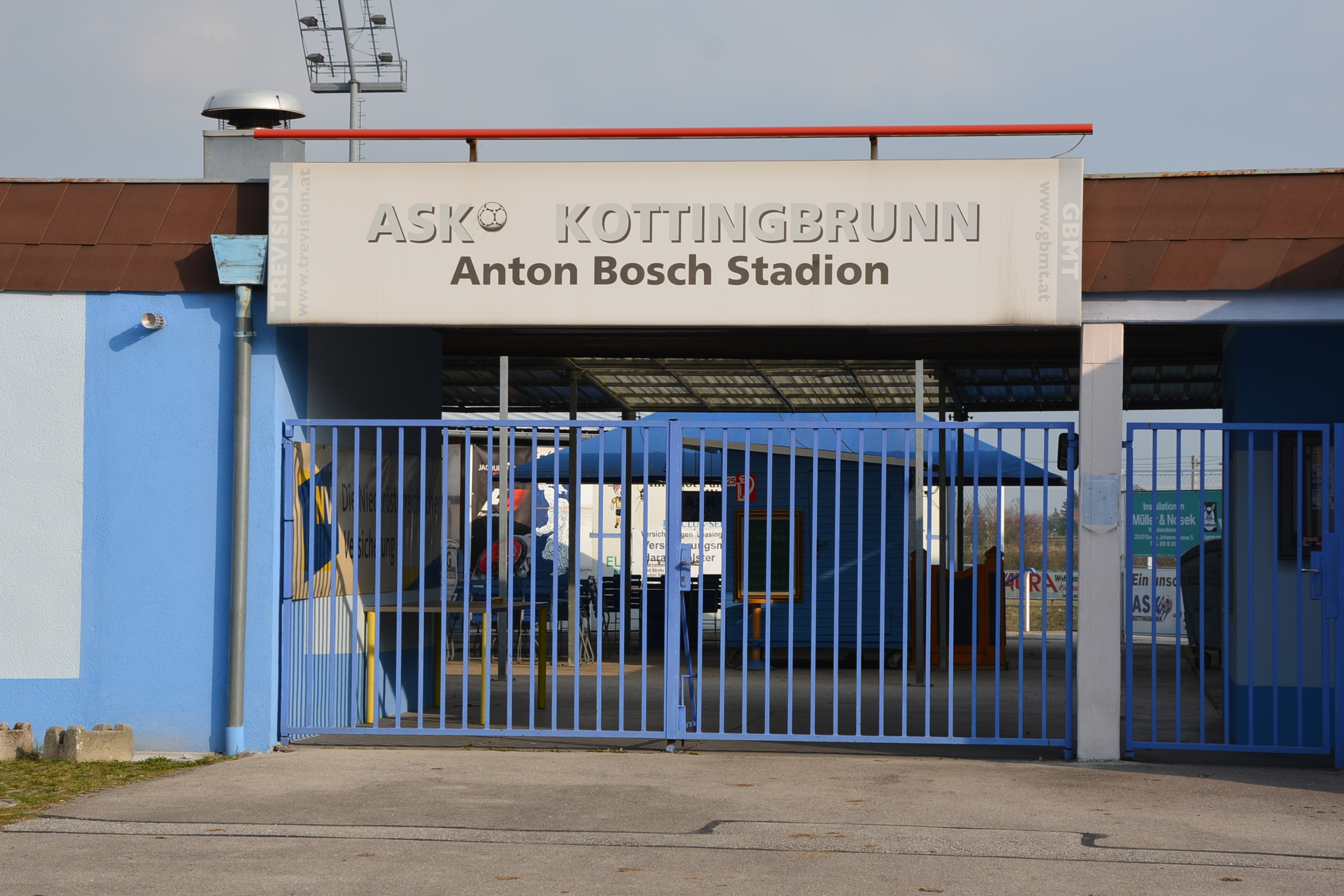
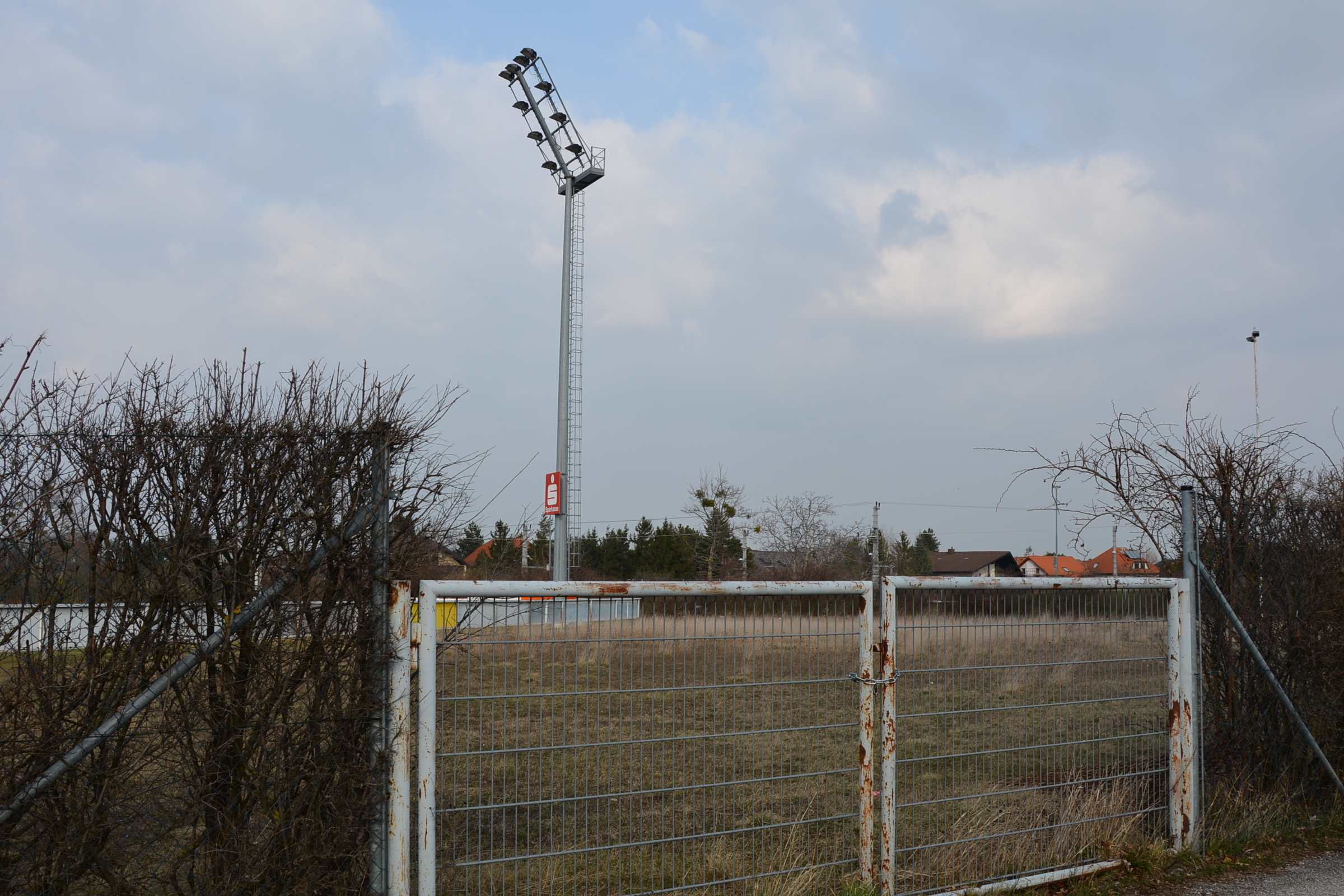
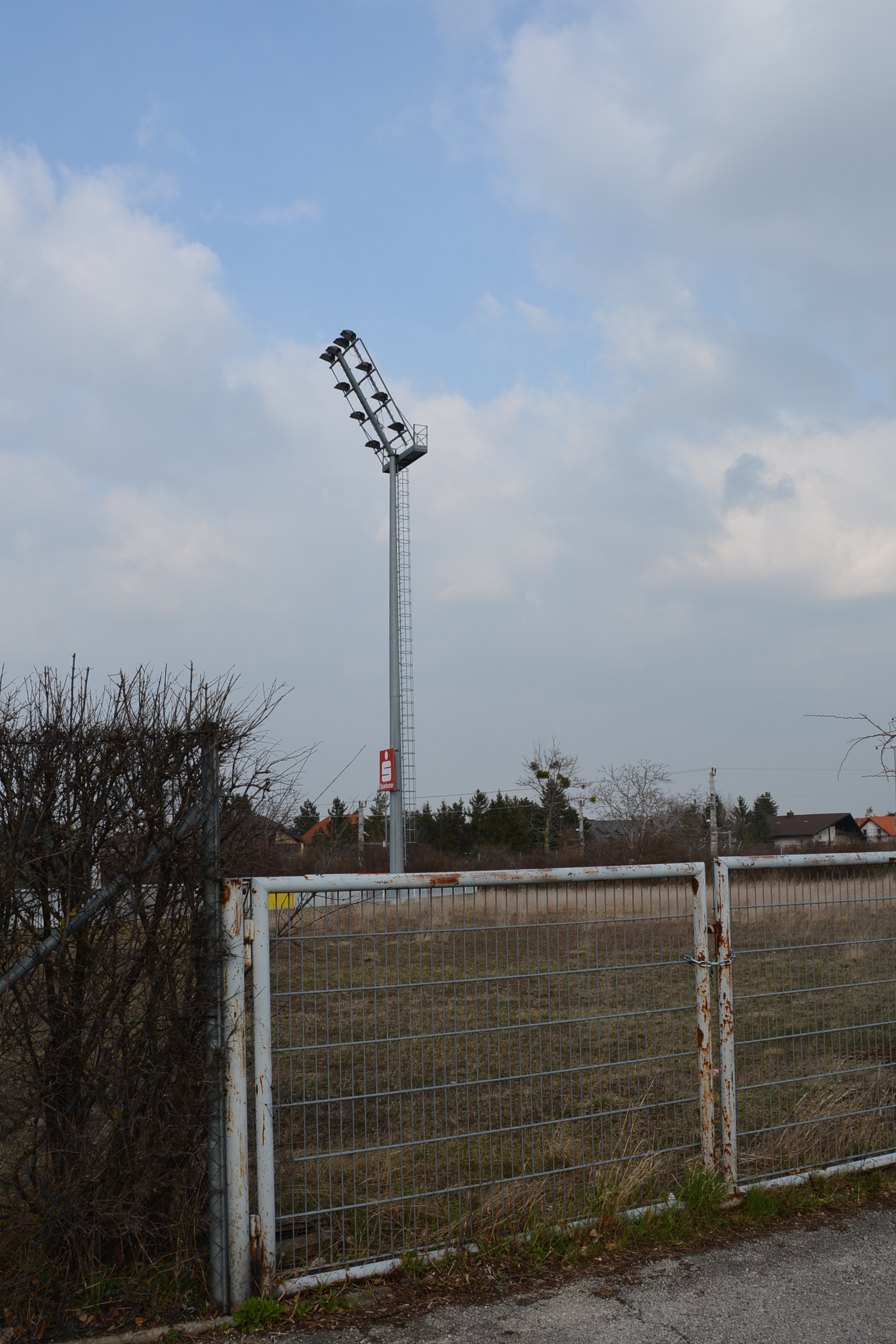